# Calamaria hilleniusi
Calamaria hilleniusi är en ormart som beskrevs av Inger och Marx 1965. Calamaria hilleniusi ingår i släktet Calamaria och familjen snokar. IUCN kategoriserar arten globalt som livskraftig. Inga underarter finns listade.
Arten förekommer på Borneo. Honor lägger ägg.